# Elecciones generales de Singapur de 1980
Las cuartas elecciones generales de Singapur se realizaron el 23 de diciembre de 1980. El resultado fue una victoria para el Partido de Acción Popular, que obtuvo la totalidad de los 75 escaños del Parlamento, siendo la cuarta y última vez que repetiría esta hazaña. La participación electoral fue del 95.5%, aunque esta cifra representa la participación en los 38 distritos electorales que fueron disputados. En los otros 37 el PAP triunfó sin oposición y las elecciones no se realizaron.
Menos de un año más tarde, en octubre de 1981, Devan Nair, parlamentario por la circunscripción de Anson, dimitió para poder ser elegido Presidente de Singapur, lo que derivó en una elección parcial. Casi todos los partidos opositores declinaron participar para que el candidato del Partido de los Trabajadores (WP), principal fuerza opositora, tuviera más posibilidades. Efectivamente, el líder del WP, J. B. Jeyaretnam se presentó como candidato y obtuvo una estrecha victoria, marcando el retorno de la oposición singapurense al parlamento después de dieciséis años.

## Circunscripciones abolidas
- Farrer Park. Se fusionó con Moulmein. Su diputado, Lee Chiaw Meng fue trasladado a Tanah Merah desde Farrer Park.
- Geylang Este. Se fusionó con MacPherson. Su diputado, Ho Cheng Choon se retiró.
- Serangoon Superior. Fusionado con Punggol. Su diputada, Sia Kah Hui fue trasladada a Paya Lebar desde Serangoon Superior.

## Contexto
Casi la mitad de los escaños fueron ganados por el PAP sin oposición el día de la nominación el 13 de diciembre. El oficialismo estuvo de este modo a un escaño de asegurarse la mayoría absoluta antes siquiera de que se realizara la elección. Los comicios fueron el debut electoral del recién formado Partido Demócrata de Singapur (SDP), que posteriormente crecería hasta ser una de las principales fuerzas de la oposición junto con el WP. Por primera vez, no hubo candidaturas independientes.
El sistema de transmisión escolar y la malversación de fondos sindicales por parte del exmiembro del parlamento PAP, Phey Yew Kok, fueron los principales temas electorales. También presidente del Congreso de Sindicatos Nacionales, el escaño de Phey Boon Teck fue dejado vacante el 2 de abril de 1980 después de que saliera libre bajo fianza y huyera del país, pero no se convocó una elección parcial ya que las elecciones eran inminentes. El informe del Comité de Delimitación de los Límites Electorales, presentado al gobierno el 2 de junio de 1980, se presentó en un proyecto de ley el 25 de junio y se aprobó el 29 de julio del mismo año. Nueve circunscripciones fueron redefinidas y tres fueron disueltas. El depósito de elecciones aumentó por segunda vez consecutiva pero menos drásticamente esta vez.
Por cuarta vez consecutiva, el PAP obtuvo todos los escaños. El candidato con mayor porcentaje de votos fue el primer ministro Lee Kuan Yew, estando a punto de romper su propia marca en porcentaje de votos, establecida en 1968.
Dos años más tarde, en 1982, varios miembros malayos del BS, la PKMS, el SUF y el WP, algunos de los cuales fueron candidatos en la elección, fueron detenidos en virtud de la Ley de Seguridad Interna por su participación en la clandestina Organización de Liberación Popular de Singapur, cuyo objetivo era derrocar al gobierno invocando sentimientos raciales.

## Resultados
| Partido                                  | Votos   | %    | Escaños | +/–   |
| ---------------------------------------- | ------- | ---- | ------- | ----- |
| Partido de Acción Popular                | 494.268 | 77.7 | 75      | +6    |
| Partido de los Trabajadores              | 39.590  | 6.2  | 0       | 0     |
| Frente Popular Unido                     | 28.586  | 4.5  | 0       | 0     |
| Frente Unido                             | 27.522  | 4.3  | 0       | 0     |
| Barisan Sosialis                         | 16.488  | 2.6  | 0       | 0     |
| Organización Nacional Malaya de Singapur | 13.435  | 2.1  | 0       | 0     |
| Partido Demócrata de Singapur            | 11.292  | 1.8  | 0       | Nuevo |
| Partido Justicia de Singapur             | 5.271   | 0.8  | 0       | 0     |
| Votos en blanco/anulados                 | 17.743  | –    | –       | –     |
| Total                                    | 654.452 | 100  | 75      | +6    |
| Fuente: Nohlen et al.                    |         |      |         |       |